# (946) Poësia
(946) Poësia – planetoida z pasa głównego asteroid.

## Odkrycie
Została odkryta 11 lutego 1921 roku w Landessternwarte Heidelberg-Königstuhl w Heidelbergu przez Maxa Wolfa. Nazwa pochodzi od Poësii, bogini poezji. Przed jej nadaniem planetoida nosiła oznaczenie tymczasowe (946) 1921 JC.

## Orbita
(946) Poësia okrąża Słońce w ciągu 5 lat i 185 dni w średniej odległości 3,12 au. Należy do planetoid z rodziny Themis.